# Percy Jackson – Der Fluch des Titanen

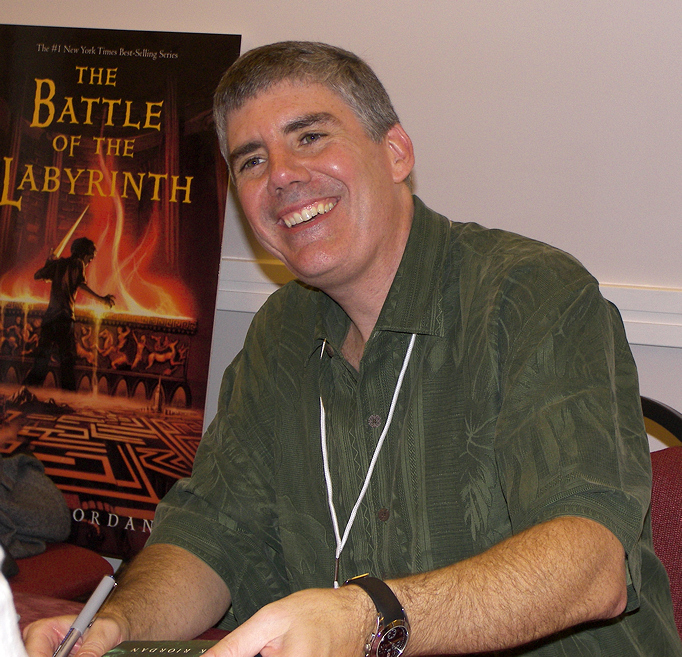
Rick Riordan

Percy Jackson – Der Fluch des Titanen (Originaltitel: Percy Jackson & The Olympians: The Titan's Curse) ist ein Fantasy-Roman des US-amerikanischen Jugendbuchautors Rick Riordan. Es ist nach Percy Jackson – Diebe im Olymp und Percy Jackson – Im Bann des Zyklopen der dritte Teil der Percy-Jackson-Reihe. Das Buch erschien im Jahr 2008, die deutsche Übersetzung von Gabriele Haefs wurde im Carlsen Verlag veröffentlicht.

## Inhalt

### Handlung
Die Romanhandlung beginnt Mitte Dezember, ein halbes Jahr nach den Ereignissen aus Percy Jackson – Im Bann des Zyklopen. Die Halbgötter Percy Jackson, Sohn des Poseidon, Thalia Grace, Tochter des Zeus, und Annabeth Chase, Tochter der Athene, werden von dem Satyr Grover Underwood zu einer Militärschule in Maine zitiert. Grover hat zwei Halbgötter unbekannter Herkunft aufgespürt; die Geschwister Bianca und Nico di Angelo. Der Vizedirektor der Akademie, Thorn, der in Wirklichkeit ein Mantikor ist, hat ein Auge auf die beiden geworfen und muss aufgehalten werden. Bei der Evakuierung werden Percy und die Geschwister von den übrigen getrennt und von Thorn an die Küste getrieben. Der Mantikor will die drei zu seinem Auftraggeber, Percys Widersacher Luke Castellan, bringen. Ein Angriff von Thalia, Annabeth und Grover sowie das unerwartete Eingreifen von unsterblichen Kriegerinnen mit Pfeil und Bogen schlägt Thorn zwar in die Flucht, wobei es ihm jedoch gelingt, Annabeth zu entführen.
Angeführt werden die Kriegerinnen, die sich selbst Jägerinnen nennen, von der jungfräulichen Göttin Artemis, an die sie alle durch einen Eid zur Ehelosigkeit gebunden sind. Sie können weder altern noch aus Altersgründen sterben. Thalia, die die Jägerinnen offenbar einst erfolglos anwerben wollten, hasst sie und liegt besonders mit einem Mädchen namens Zoë Nachtschatten im Streit. Um sich von den schwesterlichen Verantwortungen gegenüber ihrem jüngeren Bruder Nico zu erholen, leistet Bianca di Angelo noch in derselben Nacht den Treueschwur. Artemis will ein von Thorn erwähntes Ungeheuer jagen und töten gehen, da dieses im unausweichlichen Krieg zwischen den Titanen und den olympischen Göttern eine wichtige Rolle spielen wird. Die Jägerinnen sollen zwischenzeitlich im Camp Half-Blood auf sie warten und werden zusammen mit den Halbgöttern von Apollon hingebracht.
Im Camp angekommen entwickeln sich die Ereignisse gegen Percys Hoffnungen: Dionysos weigert sich, eine Suchaktion für Annabeth zu starten, und auch das Orakel beantwortet Percys Fragen nur mit Schweigen. In seinen Albträumen sieht er, wie Luke Castellan der gefangenen Annabeth eine unvorstellbare Last, ähnlich einer beinahe zusammenbrechenden Höhlendecke, aufbürdet. Gleichzeitig träumt Zoë, dass Artemis in die Gefangenschaft der Titanen geraten und an denselben Ort wie Annabeth geschleppt worden ist. Ohne Aufforderung verkündet das Orakel Zoë daraufhin im Wald des Camps folgende Weissagung:

„Fünf sich gen Westen zur Göttin begeben

Eins geht verloren im Land ohne Regen

Der Feind des Olymps den Weg ihnen weist

Camp und Jagd gemeinsam im Siegesgeist

Dem Fluch des Titanen wächst Widerstand

Eins jedoch stirbt durch Elternhand“

Dionysos und der Zentaur Chiron lassen Zoë nun doch das Rettungsteam zusammenstellen, in das sie nach den Vorgaben des Orakels neben Bianca di Angelo und der Jägerin Phoebe auch Grover und Thalia einbindet. Eine Zusammenarbeit mit Percy verweigert sie jedoch. Dieser ist wütend und frustriert, da er auf eine Teilnahme und Annabeths Rettung gehofft hat. In der Nacht hilft Percy wie schon oft zuvor einem Meeresbewohner, den Fischernetzen im Long Island Sound zu entkommen, dieses Mal einem Mischwesen zwischen Kuh und Seeschlange, das er Bessie nennt. Bei der Rückkehr ins Camp belauscht er gemeinsam mit Nico zufällig ein Gespräch zwischen Bianca und Zoë. Phoebe ist wegen einer Vergiftung durch Zentaurenblut nicht in der Lage, das Team zu begleiten. Da die Zeit drängt, beschließt Zoë, nur zu viert aufzubrechen. Percy will der Gruppe heimlich folgen, um die erste Zeile der Weissagung zu erfüllen, und Nico nimmt ihm das Versprechen ab, Bianca zu beschützen. Mit dem Pegasus Blackjack bricht Percy auf.
Blackjack setzt Percy in Washington, D.C. ab, wo er beobachtet, wie das Rettungsteam Grovers Fährtenzauber in das National Air and Space Museum folgt. Er bemerkt zudem, dass die vier seit der Abreise aus New York von Thorn verfolgt wurden. Durch Annabeths Tarnkappe unsichtbar wird er Zeuge eines Treffens zwischen Thorn, Luke Castellan und dem mysteriösen General. Der General beschwört vor Percys Augen zwölf untote Krieger, die er auf die Fährte der Gruppe setzt. Percy, der die übrigen warnen will, begibt sich so schnell es geht ins anliegende Museum und wird an der Seite von Zoë, Bianca, Thalia und Grover unerwartet in einen Kampf gegen den nemëischen Löwen verwickelt, der Grovers Fährtenzauber auf sich gezogen hat. Der Löwe wird getötet und Percy behält sein Fell als Trophäe und Schutz. Zoë nimmt ihn widerwillig in die Gruppe auf und sie reisen gemeinsam zu fünft weiter.
Um der Verfolgung durch Thorns Leute zu entgehen, werden sie von Apollon innerhalb kurzer Zeit per Autozug in ein Bergdorf in New Mexico geführt. Wenig später treffen auch die untoten Krieger ein und es kommt zum Kampf. Nur Bianca gelingt es auf unerklärliche Weise, eines der unsterblichen Skelette zu töten. Die Schlacht scheint aussichtslos, als Grover einen unnatürlich starken Naturzauber spürt und der Erymanthische Eber, ein weiteres Ungeheuer aus der griechischen Mythologie, im Dorf auftaucht. Grover hält den Eber für ein rettendes Geschenk des großen Gottes Pan, und tatsächlich gelingt es den fünf, auf seinem Rücken in Sicherheit und auch bis an den Rand der Wüste von Nevada zu gelangen.
Am Lagerfeuer in der Wüste tauen die Jägerinnen und die drei Campbewohner etwas auf und kommen miteinander ins Gespräch. Erschrocken finden Grover und Percy heraus, dass sich Bianca und Nico offenbar vor ihrer Zeit in der Militärschule in Las Vegas in den Fängen der Lotophagen befanden und daher mehrere Jahrzehnte alt sind, ohne dabei erkennbar gealtert zu sein. An diesem Punkt taucht unerwarteter Besuch in Gestalt der Gottheiten Ares und Aphrodite auf. Aphrodite möchte Percy davon überzeugen, Artemis' Rettungsmission zu vergessen. Er solle die Verbindung zu den Jägerinnen unterbrechen und sich der Liebe wegen auf die Suche nach Annabeth machen.
Um weiterzukommen, muss die Gruppe am nächsten Tag den in der Wüste gelegenen riesigen Schrottplatz des Gottes Hephaistos durchqueren. Als Bianca trotz Aphrodites Warnungen einen Gegenstand mitnehmen will, erweckt sie aus Versehen den bronzenen Riesen Talos. Er ist kaum niederzustrecken und schließlich opfert sich Bianca, um ihren Freunden das Leben zu retten. Somit erfüllt sich die zweite Zeile des Orakels. Percy fühlt sich schuldig, weil er sein Versprechen gegenüber Nico nicht hat halten können.

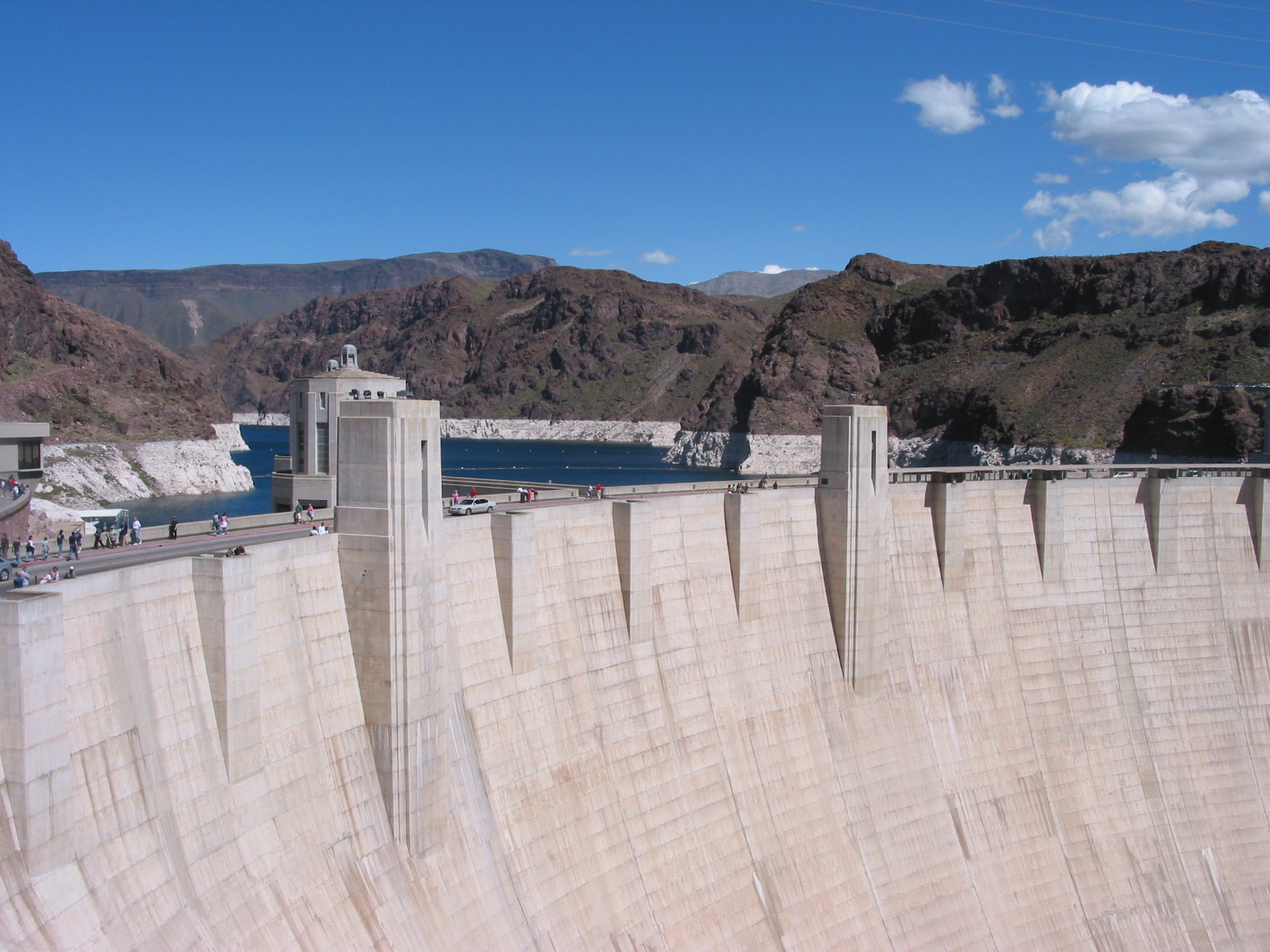
Der Hoover-Damm; ein Schauplatz des Romans

Die vier Freunde führen die Reise fort. Zwei Tage vor der Wintersonnenwende, dem Ablauf ihrer Frist, kommen sie zum Hoover Dam an der Grenze zu Arizona. Percy wird von den übrigen getrennt, als er Bessie im Wasser entdeckt und kurz darauf vor den untoten Kriegern durch die Generatorenräume fliehen muss. Ein sogenanntes klarsichtiges sterbliches Mädchen mit dem Namen Rachel Elizabeth Dare begünstigt seine Flucht, ebenso die Göttin Athene, die ihnen mit den Metallengeln des Zeus die Flucht und Weiterreise nach San Francisco, dem neuen Standort der Titanenfestung Othrys, ermöglicht.
Von dem allwissenden Meergott Nereus erhält Percy Antworten auf seine Fragen, nachdem er ihn im Zweikampf besiegt: Das von Artemis gesuchte Ungeheuer ist Bessie, ein Ophiotaurus. Das Opfern und Verbrennen seiner Eingeweide würde einem Heros die Macht verleihen, die olympischen Götter zu stürzen. Kronos' Plan ist es, Thalia auf seine Seite zu ziehen, da sie bereits am Tag nach der Wintersonnenwende das sechzehnte Lebensjahr erreicht und somit die Weissagung erfüllt, den Olymp entweder zu retten oder zu zerstören. Lockmittel soll ihre verloren geglaubte Liebe Luke Castellan sein, der oberste Befehlshaber von Kronos' Armee. Der Gott Dionysos schaltet jedoch Thorn und seine Leute aus, ehe Thalia sich blenden lassen kann. Anschließend opfert Percy seinem Vater Poseidon das Fell des Nemëischen Löwen, damit Grover und Bessie sicher durch das Meer zum Camp und danach zum Olymp reisen können. Zwischenzeitlich gelangen Zoë, Percy und Thalia mit Hilfe von Annabeths Vater zu den Gärten der Hesperiden – Zoës Schwestern, die diese vor langer Zeit verbannt haben. Während sie sich am Drachen Ladon vorbei zur Spitze des Titanenbergs kämpfen, versucht Kronos ein letztes Mal, Thalia auf seine Seite zu ziehen, indem er sie mit einem der Blitze Zeus' haarscharf verfehlt.

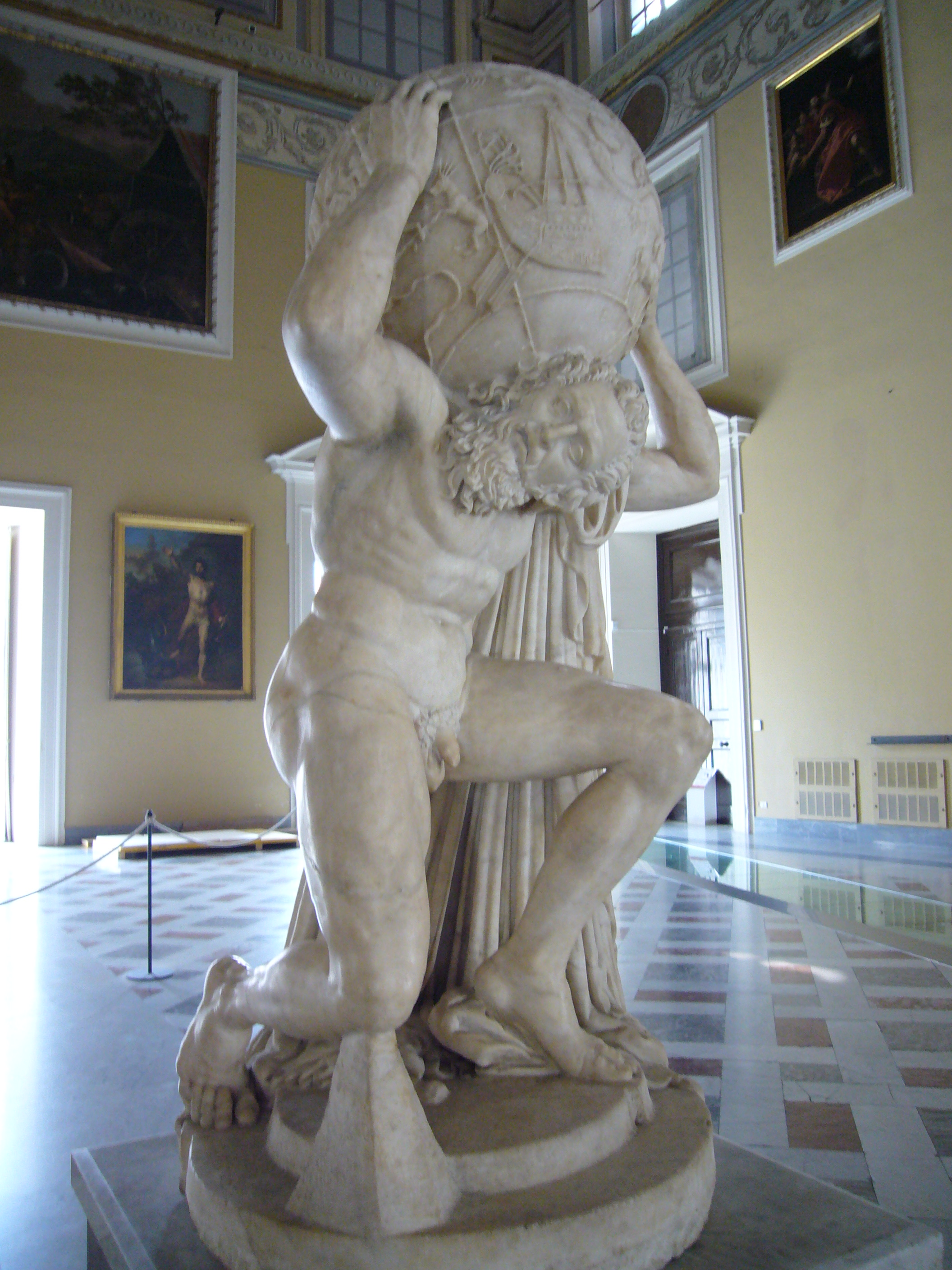
Atlas trägt das Himmelsgewölbe

In den Ruinen von Othrys, dem Punkt an dem Erde und Himmel zusammentreffen, werden auch die letzten Ungereimtheiten aufgelöst: Thorns Auftraggeber, der General, ist der Titan Atlas, Vater von Zoë und Träger des Himmelsgewölbes. Von Kronos befreit hat er zunächst Luke Castellan und Annabeth als Träger herhalten lassen, ehe er Artemis die Last des Himmels hat aufbürden können. Es kommt zu einer größeren Schlacht, in deren Verlauf Percy kurzzeitig selbst das Dach des Himmels tragen muss, um Artemis den Eingriff in das Kampfgeschehen zu ermöglichen. Zoë wird der Weissagung zufolge von ihrem eigenen Vater Atlas erschlagen und Castellan stürzt beim Kampf gegen Thalia und Annabeth vermeintlich in den Tod. Sogar Annabeths Vater nimmt mit einer Sopwith F.1 Camel an der Konfrontation teil und begünstigt den Sieg der Halbgötter. Atlas wird ausgetrickst und zuletzt wieder unter die Säule des Himmels verbannt und Artemis verewigt ihre langjährige Kampfgefährtin Zoë als Sternbild am Himmel, ehe sie gemeinsam mit Annabeth, Percy und Thalia zur Winterratssitzung des Olymps aufbricht.
Sie treffen kurz nach Grover und Bessie beim Rat der Götter ein. Athene hält sowohl Thalia als auch Percy für ein Sicherheitsrisiko; um dem Olymp mehr Zeit zu verschaffen schließt sich Thalia daraufhin den Jägerinnen an. Somit bezieht sich die Prophezeiung nun doch auf Percy und lässt zwei weitere Jahre Spielraum. Mit Unterstützung von Artemis und Poseidon kann er sich zudem gegen Athene, Ares und Dionysos durchsetzen, so dass Bessie, statt vernichtet zu werden, vor den Titanen versteckt gehalten wird. Nachdem sämtliche Beschlüsse gefallen sind, eröffnet Zeus eine Feier zu Ehren der Halbgötter.
Zurück im Camp wird auch Chiron über die näheren Ereignisse und Hintergründe des Abenteuers aufgeklärt. Percy muss Nico di Angelo zudem die Nachricht vom Tode seiner Schwester Bianca und seinem eigenen Versagen berichten. Als die verbliebenen Skelettkrieger des Generals just zu dieser Stunde auftauchen, glaubt Nico, Percy wolle ihn töten. In Furcht und Hass lässt er die Krieger auf unerklärliche Weise in einem Erdriss verschwinden und verlässt daraufhin das Campgelände. Percy, Annabeth und Grover suchen ihn vergeblich im Wald. Alle drei wissen nun, dass Nico von Hades abstammt, dem letzten der großen Drei. Und obwohl er durch die Lotophagen-Zeitverschiebung noch vor dem Zweiten Weltkrieg gezeugt wurde und somit den Eid der großen Drei nicht verletzt, bildet er für die Titanen neue Möglichkeiten, die Weissagung zu ihrem Vorteil zu nutzen. Sie beschließen, niemandem, nicht einmal Chiron, von Nicos Abstammung zu erzählen, um ihn zu schützen.
Im Ausklang des Buches hört Grover in seinen Gedanken einen Hilferuf des Gottes Pan, wieder begleitet von rätselhafter Naturmagie: „Ich warte auf dich!“

### Erstmals auftauchende Charaktere
Thalia Grace
Nach ihrer Wiedergeburt aus einer Fichte am Ende des zweiten Bandes spielt Thalia in Der Fluch des Titanen erstmals eine größere Rolle. Sie versteht sich mit Percy eigentlich sehr gut, die beiden können jedoch auch schnell in Streit geraten. Als Tochter des Zeus ist Thalia in der Lage, Elektroblitze zu verschießen. Zudem besitzt sie den mächtigen Schild Aigis. In großer Höhe fühlt sie sich jedoch unwohl. Um nicht zum Spielball in Kronos' Händen zu werden und keine Verantwortung für das Schicksal des Olymps übernehmen zu müssen, schließt sie sich am Ende des Buches Artemis an.
Zoë Nachtschatten
Zoë ist Leutnant und stellvertretende Kommandeurin der Jägerinnen und rein optisch etwa sechzehn Jahre alt. Ursprünglich eine von den Hesperiden, wurde sie von Atlas verstoßen, nachdem sie dem Heros Herkules geholfen hat, die goldenen Äpfel zu rauben. Wegen ihres hohen Alters fällt sie durch eine eher altmodische Sprechweise auf. Percy hält sie und die übrigen Jägerinnen zunächst für arrogant, lernt Zoë während der gemeinsamen Abenteuer aber immer mehr zu schätzen. Zoë wusste von Anfang an, dass der Orakelspruch, jemand werde durch Elternhand getötet, auf sie bezogen ist. Sie stirbt in der letzten Schlacht durch Atlas und wird von Artemis als Sternbild Die Jägerin verewigt.
Bianca di Angelo
Bianca ist die Tochter des Gottes Hades und zu Beginn des Buches zwölf Jahre alt. Ihr Bruder Nico und sie saßen jedoch, ohne es zu wissen, längere Zeit im Lotos Hotel & Casino in Las Vegas fest, ohne erkennbar älter zu werden. Nach ihrer Aufnahme bei den Jägerinnen wird sie selbstbewusster als zuvor. Sie opfert sich in der Wüste, um den mechanischen Riesen Talos auszuschalten.
Nico di Angelo
Biancas jüngerer Bruder ist hin und weg von der griechischen Mythologie und besitzt viele Sammelkarten und -figuren zu dem Thema. Bianca erweckt Talos, als sie auf dem Schrottplatz die letzte fehlende Figur in Nicos Sammlung mitnimmt. Es ist eine Statue seines Vaters Hades.
Artemis
Die Jagd- und Tiergöttin zieht mit ihren jungfräulichen Jägerinnen durch das Land, um Ungeheuer zu besiegen, die Natur zu schützen und neue Mitglieder anzuwerben. Sie nimmt bevorzugt die Gestalt eines jungen Mädchens an. Auf der Suche nach dem Ophiotaurus gerät sie trotz ihrer göttlichen Macht in Atlas' Gefangenschaft.
Apollon
Apollon ist der Zwillingsbruder der Artemis und wird als Gott der Medizin und Prophezeiung verehrt. In den Percy-Jackson-Romanen wird er mit dem Sonnengott Helios gleichgesetzt. Apollon selbst erklärt dies so, dass die Römer bei der Übernahme der griechischen Mythologie zur römischen Mythologie die Zahl der Götter leicht begrenzten und damit ihn und Helios sowie Artemis und Selene gleichsetzten und aufeinander übertrugen. Sein Sonnenwagen wird als roter Maserati dargestellt, kann seine Gestalt jedoch beliebig ändern. Nach Apollon ist er die philosophische Darstellung der Sonne, die parallel zur astronomischen Darstellung existiere. Apollon wird im Roman als älterer Teenager mit einem iPod und einer Sonnenbrille beschrieben, der viel redet und gerne Haikus dichtet. Bei Percy Jackson wird seine lateinische Schreibweise Apollo gebraucht.
Der Mantikor
Der Mantikor ist das Ungeheuer, welches auf Bianca und Nico angesetzt wurde. Er ist ein Mischwesen aus Mensch und Löwe und kann Stacheln wie Pfeile verschießen. In menschlicher Gestalt tarnt er sich als Dr. Thorn. Er hat zudem verschiedenfarbige Augen und einen französischen Akzent. Der Mantikor wird später von Dionysos getötet.
Frederick Chase
Dr. Frederick Chase ist Annabeths sterblicher Vater. Er lebt mit seiner Ehefrau und den beiden sterblichen Söhnen in San Francisco. Dr. Chase wird als Professor für Militärgeschichte dargestellt, der Kampfflugzeuge aus dem Ersten Weltkrieg aufkauft und restauriert und zudem historische Schlachten mit Zinnsoldaten nachspielt. Obwohl sein Zusammenleben mit Annabeth bisher nicht geklappt hat, hilft er ihren Freunden und verteidigt sie in der letzten Schlacht mit seinem Flugzeug vor Lukes Ungeheuern.

## Hörbuch
Percy Jackson – Der Fluch der Titanen erschien auch als Hörbuch, gelesen von Marius Clarén.